# Vedslet Sogn
Vedslet Sogn er et sogn i Horsens Provsti (Århus Stift).
I 1800-tallet var Vedslet Sogn anneks til Torrild Sogn. Vedslet hørte til Voer Herred i Skanderborg Amt, og Torrild hørte til Hads Herred i Århus Amt. Trods annekteringen, men fordi de var i forskellige amter, var de to selvstændige sognekommuner. Ved kommunalreformen i 1970 blev Vedslet indlemmet i Gedved Kommune, der ved strukturreformen i 2007 indgik i Horsens Kommune. Torrild var allerede før kommunalreformen indlemmet i Odder Kommune.
I Vedslet Sogn ligger Vedslet Kirke.
I sognet findes følgende autoriserede stednavne:
- Assendrup (bebyggelse, ejerlav)
- Grumstrup (bebyggelse, ejerlav)
- Heden (bebyggelse)
- Hindholm (areal)
- Vedslet (bebyggelse, ejerlav)